# Lasana M. Sekou
Lasana M. Sekou, voluit Lasana Mwanza Sekou (geboren San Nicolas, Aruba, 12 januari 1959) is een dichter, schrijver van korte verhalen, essayist, journalist en uitgever uit het Nederlands-Caribische land Sint Maarten.

## Biografie
Lasana M. Sekou werd geboren als Harold Hermano Lake, zoon van José H. Lake Sr., politiek activist, en Thomassillienne Arnell. Hij groeide op in Sint Maarten en ging voor zijn vervolgstudies naar de Verenigde Staten waar hij politieke wetenschappen en massa-communicatie studeerde. Tijdens zijn studie aldaar veranderde hij zijn naam in Lasana (dichter) Sekou (strijder). In 1984 keerde hij terug naar Sint Maarten waar hij schrijver en coregisseur was voor Traditions, het jaarlijkse theaterfestival van Sint Maarten.
Sekou heeft meer dan twintig boeken geschreven en wordt beschouwd als een van de productiefste Caribische dichters van zijn generatie. Armando Lampe schreef dat hij wordt beschouwd als de 'Derek Walcott' van de Nederlandse Cariben vanwege zijn productieve output, het scala aan onderwerpen en unieke literaire vormgeving, waaronder vaak het gebruik van Caribische Creoolse talen, Spaans, Frans en Nederlands, soms in één gedicht.

## Werk
Sekou's werk, zoals The Salt Reaper - poems from the flat samen met 37 Poems, Nativity, Brotherhood of the Spurs en Hurricane Protocol zijn verplichte literatuur in Caribische, Noord- en Zuid-Amerikaanse, Italiaanse en Britse universiteiten. De auteur behaalde een Bachelor of Arts in Political Science/International Relations in 1982 aan de Stony Brook University in New York en een Master of Arts in 1984 in Mass Communication aan Howard University New York.
In 2003 richtte Sekou samen met Shujah Reiph, een vooraanstaand cultureel activist en voorzitter van de Conscious Lyrics Foundation, de St. Martin Book Fair op, een jaarlijks gehouden literair festival op Sint Maarten.
Sekou is een pleitbezorger voor de onafhankelijkheid van Sint Maarten. In de gehouden consultatieve referenda over de Staatkundige hervormingen binnen het Koninkrijk der Nederlanden die in 1994 en 2000 in Sint Maarten werden gehouden, was Sekou organisator en spreker als lid van de Stichting Onafhankelijkheid voor Sint Maarten. Zijn broer en politicoloog Joseph H. Lake, Jr., was medeoprichter en voorzitter van deze stichting.

## Publicaties

### Fictie
- Love Songs Make You Cry (1989)
- Brotherhood of the Spurs (1997, 2007)
- Love Songs Make You Cry – Second Edition (2014)
- Fraternidad de las espuelas (2018)

### Poëzie
- Moods for Isis – Picturepoems of Love & Struggle (1978)
- For the Mighty Gods … An Offering (1982)
- Images in the Yard (1983)
- Maroon Lives … For Grenadian Freedom Fighters (1983)
- Born Here (House of Nehesi, 1986)
- Nativity & Monologues For Today (1988)
- Mothernation – Poems from 1984 to 1987 (1991)
- Quimbé … The Poetics of Sound (1991)
- The Salt Reaper – Poems from the flats (2004, 2005)
- 37 Poems (2005)
- Nativity / Nativité / Natividad – Trilingual Edition (2010)
- Corazón de pelícano – Antología poética de Lasana M. Sekou/Pelican Heart – An Anthology of Poems by Lasana M. Sekou Edited by Emilio Jorge Rodríguez (2010)
- Musa desnuda – Selección, introducción y notas Emilio Jorge Rodríguez (2011)
- Maroon Lives Tribute to Maurice Bishop & Grenadian Freedom Fighters. Revolution As Poetic Inspiration: Grenada in Maroon Lives (2013). Poetry collection by Lasana M. Sekou; with literary essay by Fabian Adekunle Badejo
- Book of The Dead (2016)
- Hurricane Protocol (2019)
- 37 Poems (2020) Tweede editie. eBook.

### Pamflet
- Big Up St. Martin – Essay & Poem (1999)

### Discografie
- The Salt Reaper – selected poems from the flats. Mountain Dove Records, 2009

### Producer
- Tanny & The Boys. Fête – The First Recording of Traditional St. Martin Festive Music. Mountain Dove Records, 1992, 2007

### Redacteur
- The Independence Papers – Readings on a New Political Status for St. Maarten/St. Martin, Volume 1 (1990)
- Fête – Celebrating St. Martin Traditional Festive Music (1992, 2007)
- National Symbols of St. Martin – A Primer (1996, 1997)
- Chester York – Making of A Panman (1999)
- Gassy – Champion Cyclist (1999)
- St. Martin Massive! A Snapshot of Popular Artists (2000)
- Where I See The Sun – Contemporary Poetry in St. Martin (2013)
- Where I See The Sun – Contemporary Poetry in Anguilla (2015)
- Where I See The Sun – Contemporary Poetry in the Virgin Islands (2016)

## Onderscheidingen
- Culture Time Literary Artist of the Decade (Sint Maarten) 1998
- Recognition for literary excellence in the service of Caribbean unity (General Consul, Dominican Republic, 2003)
- International Writers Workshop (IWW) Visiting Fellow (Hong Kong Baptist University) 2004[14]
- James Michener Fellow (University of Miami)
- Ridder in de Orde van Oranje-Nassau (Nederland) 2004[15]
- Caribbean Tourism Organization (CTO) Award of Excellence (New York) 2007[16]

## Sekou als uitgever
Sekou richtte in 1980 het House of Nehesi Publishers (HNP) op in zijn slaapkamer aan de Stony Brook University in New York. Zijn tweede boek, For The Mighty Gods... An Offering, met een inleiding door Amiri Baraka, was het eerste boek dat door HNP werd gepubliceerd in 1982. Sinds die tijd publiceert de indie press zijn werk en dat van de andere auteurs. Hij bleef actief als projectdirecteur van HNP sinds de oprichting van de uitgeverij in Philipsburg, Sint Maarten in 1984. Bij het House of Nehesi Publishers zorgde Sekou voor de publicatie van literaire beroemdheden en pioniers zoals George Lamming, Kamau Brathwaite, Amiri Baraka, Tishani Doshi, Shake Keane Chiqui Vicioso, Howard Fergus, Marion Bethel en de Palestijnse auteur Nidaa Khoury, bekend van haar concept van post-monotheïsme. Een groot aantal nieuwe en eerder gepubliceerde auteurs uit Sint Maarten en andere gebieden en landen zijn ook uitgebracht door HNP, zoals Ian Valz, Charles Borromeo Hodge, Jennie N. Wheatley, Wendy-Ann Diaz, Jay Haviser, Laurelle Yaya Richards, Patricia G. Turnbull , Sara Florian, Yvonne Weekes en NC Marks.